# Éden Hotel (negyedik évad)
Az Éden Hotel az RTL és az RTL+ valóságshowja. A műsor 2023. november 20-án vette kezdetét, melyet Miller Dávid vezetett. A forgatásra ezúttal a 2. évadhoz hasonlóan a mexikói Costa Careyes-ben, viszont más helyszínen került sor. A reality 10 kezdő játékossal indult, és hozzájuk érkeztek további versenyzők.

## A játékosok
| Név                        | Kor |
| -------------------------- | --- |
| Kyra (Pálmai Kyra)         | 21  |
| Miri (Nkoli Mireille)      | 23  |
| Csenge (Bodó Csenge)       | 20  |
| Szani (Magdali Alexandra)  | 26  |
| Émi                        | 24  |
| Arni (Jakab Arnold)        | 24  |
| Csabi (Antal István Csaba) | 31  |
| Kendy (Kenderesi Dávid)    | 21  |
| Viktor (Takács Viktor)     | 32  |
| Tomi                       | 26  |

| Név                          | Kor |
| ---------------------------- | --- |
| Zsófi (Gáti Zsófia)          | 20  |
| Lovi (Lovicsek Krisztián)    | 28  |
| Fanni (Tóth-Hollai Fanni)    | 21  |
| Norbi (Zsichla Norbert)      | 29  |
| Fruzsi (Oláh Fruzsina)       | 21  |
| Balázs (Kovács Balázs Bence) | 29  |
| Nelli                        | 25  |
| Dávid (Panajoth-Fejér Dávid) | 36  |
| Jázmin (Somogyi Jázmin)      | 19  |
| Barbi (Jacso Barbara)        | 34  |
| Jani                         | 33  |
| Adri (Oldi Adrienn)          | 28  |
| Norbert (Orosz Norbert)      | 25  |
| Maya                         | 20  |

## A játék menete

### Kísértés
A Hotelbe időről-időre egy vagy akár több hódító/csábító is érkezhet. Ők is teljes jogú játékosok, így nekik is céljuk, hogy ne maradjanak pár nélkül. Küldetéssel is érkezhetnek az Éden Hotelbe, melynek célja valamely meglévő pár felbontása, vagy a kiesés elleni védettség megszerzése.

### Védettség
A 4. évad újdonsága, hogy minden újonnan érkező csábító és hódító védettséggel kezdi a játékot, melyet a következő párválasztó ceremóniáig birtokol. A párválasztó ceremónián az a személy aki védettséggel rendelkezik, bárkit választhat, biztosan játékban marad. Abban az esetben, hogyha a védett játékos olyan személyt választ, akit már más is választott, úgy a védett személy folytathatja a játékot, míg bárki aki addig a választott személy mögött állt, elhagyja az Éden Hotelt. A játékosok különböző feladatok, titkos küldetések vagy ajánlattételek során is kaphatnak védettséget.

### Ceremóniák

#### Párválasztó ceremónia
A párválasztás során valamelyik nemet mindig eggyel több ember képviseli. A ceremónia lényege, hogy senki nem maradhat pár nélkül. Amikor a lányok/fiúk választanak, akkor be kell állniuk az általuk kiválasztott fiú/lány mögé. Aki mögé több ember is áll, az dönti el, hogy az őt választó 2 ember közül kivel folytatja a játékot, és annak a nevét mondja ki. A másik játékos ezáltal kiesik a játékból.

### Élet a Hotelben
| Napok   | Párok                 | Párok              | Párok          | Párok            | Párok          | Szingli szoba | Szingli szoba | Szingli szoba   | Védett             | Esemény                        | Kieső                        |
| Napok   | Prado de Flores szoba | Man Profundo szoba | La Cueva szoba | Plantacion szoba | Desierto szoba | Hódító        | Csábító       | Pár nélkül      | Védett             | Esemény                        | Kieső                        |
| ------- | --------------------- | ------------------ | -------------- | ---------------- | -------------- | ------------- | ------------- | --------------- | ------------------ | ------------------------------ | ---------------------------- |
| 1. nap  | Szani Viktor          | Kyra Csabi         | Miri Kendy     | Csenge Arni      | Émi Tomi       | -             | -             | -               | -                  | -                              | -                            |
| 2. nap  | Szani Viktor          | Kyra Csabi         | Miri Kendy     | Csenge Arni      | Émi Tomi       | -             | Zsófi         | -               | Zsófi              | -                              | -                            |
| 3. nap  | Szani Viktor          | Kyra Csabi         | Miri Kendy     | Csenge Arni      | Zsófi Tomi     | Lovi          | -             | Émi             | Zsófi Lovi         | Párcsere                       | -                            |
| 4. nap  | Szani Viktor          | Émi Lovi           | Miri Kendy     | Csenge Arni      | Zsófi Tomi     | -             | Fanni         | -               | Zsófi Lovi Fanni   | Párválasztó ceremónia          | Kyra Csabi                   |
| 5. nap  | Szani Viktor          | Fanni Lovi         | Miri Kendy     | Csenge Arni      | Zsófi Tomi     | -             | -             | Émi             | Fanni              | Párcsere                       | -                            |
| 6. nap  | Fanni Viktor          | Szani Lovi         | Zsófi Kendy    | Csenge Arni      | Émi Tomi       | -             | -             | -               | Fanni Zsófi        | Párválasztó ceremónia          | Miri                         |
| 7. nap  | Fanni Viktor          | Lovi               | Zsófi Kendy    | Csenge Arni      | Émi Tomi       | -             | -             | Szani           | -                  | -                              | -                            |
| 8. nap  | Fanni Viktor          | Lovi               | Zsófi Kendy    | Csenge           | Émi Norbi      | -             | -             | Szani Arni Tomi | Émi Norbi          | Párcsere                       | -                            |
| 9. nap  | Fanni Viktor          | Lovi               | Zsófi Kendy    | Csenge           | Émi Norbi      | -             | -             | Szani Arni Tomi | Émi Norbi          | -                              | -                            |
| 10. nap | Szani Viktor          | Émi Norbi          | Fanni Kendy    | Zsófi Arni       | Csenge Lovi    | -             | -             | -               | Émi Norbi          | Szinglik éjszakája             | Tomi                         |
| 11. nap | Szani Viktor          | Émi Norbi          | Fanni Kendy    | Zsófi Arni       | Csenge Lovi    | -             | -             | -               | -                  | -                              | -                            |
| 12. nap | Szani Viktor          | Émi Norbi          | Fanni Kendy    | Zsófi Arni       | Csenge Lovi    | -             | Fruzsi        | -               | Fruzsi             | -                              | -                            |
| 13. nap | Fruzsi Viktor         | Fanni Norbi        | Csenge Kendy   | Szani Arni       | Zsófi Lovi     | -             | -             | -               | Fruzsi             | Párválasztó ceremónia          | Émi                          |
| 14. nap | Fruzsi Viktor         | Fanni Norbi        | Csenge Kendy   | Szani Arni       | Zsófi          | Balázs        | Nelli         | Lovi            | Balázs Nelli       | A sors ládikája                | -                            |
| 15. nap | -                     | Fanni Norbi        | Csenge Kendy   | Szani Arni       | Zsófi Balázs   | -             | Nelli         | Fruzsi Lovi     | Balázs Nelli       | A sors ládikája                | Viktor                       |
| 16. nap | Nelli Lovi            | Fanni Norbi        | Zsófi Kendy    | Szani Arni       | Csenge Balázs  | -             | -             | -               | Balázs Nelli Zsófi | Párválasztó ceremónia          | Fruzsi                       |
| 17. nap | Nelli Lovi            | Fanni Norbi        | Zsófi Kendy    | Szani Arni       | Csenge Balázs  | Dávid         | -             | -               | Dávid              | -                              | -                            |
| 18. nap | Zsófi Dávid           | Fanni Norbi        | Nelli Kendy    | Szani Arni       | Csenge Balázs  | -             | -             | -               | Dávid Norbi Arni   | Párválasztó ceremónia          | Lovi                         |
| 19. nap | Zsófi Dávid           | Fanni Norbi        | Nelli Kendy    | Szani Arni       | Csenge Balázs  | -             | -             | -               | -                  | -                              | -                            |
| 20. nap | Zsófi Dávid           | Fanni Norbi        | Nelli Kendy    | Szani Arni       | Csenge Balázs  | -             | Jázmin        | -               | Jázmin             | -                              | -                            |
| 21. nap | Zsófi Dávid           | Fanni Norbi        | Nelli Kendy    | Szani Arni       | Csenge Balázs  | -             | Jázmin        | -               | Jázmin Nelli Kendy | Védettség                      | -                            |
| 22. nap | Zsófi                 | Fanni Norbi        | Nelli Kendy    | Szani Arni       | Csenge Balázs  | -             | Jázmin        | Lovi            | Jázmin Nelli Kendy | Amulettjáték Vigaszág          | Dávid                        |
| 23. nap | Szani Lovi            | Fanni Norbi        | Nelli Kendy    | Zsófi Arni       | Jázmin Balázs  | -             | -             | -               | Jázmin Nelli Kendy | Párválasztó ceremónia          | Csenge                       |
| 24. nap | Szani Lovi            | Fanni Norbi        | Barbi Kendy    | Zsófi Arni       | Balázs         | -             | -             | Jázmin Nelli    | Barbi Kendy        | Párcsere Szabály               | -                            |
| 25. nap | Jázmin Lovi           | Fanni Norbi        | Barbi Kendy    | Szani Arni       | Zsófi Balázs   | -             | -             | -               | Barbi Kendy        | Párválasztó ceremónia          | Nelli                        |
| 26. nap | Jázmin                | Fanni Norbi        | Barbi Kendy    | Szani Arni       | Zsófi Balázs   | Jani          | -             | Lovi            | Jani               | -                              | -                            |
| 27. nap | Szani Jani            | Fanni Norbi        | Jázmin Kendy   | Zsófi Arni       | Barbi Balázs   | -             | -             | -               | Jani               | Párválasztó ceremónia          | Lovi                         |
| 28. nap | Szani Jani            | Fanni Norbi        | Jázmin Kendy   | Zsófi Arni       | Barbi Balázs   | -             | Adri          | -               | Adri               | -                              | -                            |
| 29. nap | Szani Jani            | Barbi Norbi        | Jázmin Kendy   | Zsófi Arni       | Balázs         | -             | Adri          | Fanni           | Adri Barbi Norbi   | Szabály Párcsere Védettség     | -                            |
| 30. nap | Szani Jani            | Barbi Norbi        | Jázmin Kendy   | Zsófi Arni       | Balázs         | -             | Adri          | Fanni           | Adri Barbi Norbi   | -                              | -                            |
| 31. nap | Fanni Jani            | Barbi Norbi        | Zsófi Kendy    | Szani Arni       | Adri Norbert   | -             | -             | -               | Adri Barbi Norbi   | Párválasztó ceremónia          | Jázmin Balázs                |
| 32. nap | Fanni Jani            | Barbi Norbi        | Zsófi Kendy    | Szani Arni       | Adri Norbert   | -             | -             | -               | -                  | -                              | -                            |
| 33. nap | Fanni Jani            | Barbi Norbi        | Zsófi Kendy    | Maya Arni        | Adri Norbert   | -             | -             | Szani           | Maya               | Párcsere                       | -                            |
| 34. nap | Fanni Jani            | Barbi Norbi        | Zsófi Kendy    | Maya Arni        | Adri Norbert   | -             | -             | Szani           | -                  | -                              | -                            |
| 35. nap | Zsófi Jani            | Szani Norbi        | Maya Kendy     | Adri Arni        | Fanni Norbert  | -             | -             | Barbi           | -                  | Párcsere Szabály               | -                            |
| 36. nap | Szani Jani            | Fanni Norbi        | Maya Kendy     | Adri Arni        | -              | -             | -             | -               | -                  | Párválasztó ceremónia Kísértés | Barbi Zsófi Norbert          |
| 37. nap | Szani                 | Fanni Norbi        | Maya Kendy     | Adri Arni        | -              | -             | -             | -               | -                  | Júdás csókja                   | Jani                         |
| 38. nap | -                     | -                  | -              | Adri Arni        | -              | -             | -             | -               | -                  | Döntő                          | Szani Maya Kendy Fanni Norbi |